# Christie (musikgrupp)
Christie var en brittisk pop- och rockgrupp som bildades 1969 i London. Gruppen låg år 1970 tjugofem veckor på Tio i topp  med "Yellow River" och "San Bernadino" samt år 1972 åtta veckor med "Iron Horse". Gruppen upplöstes 1976.
Christie bestod av Jeff Christie, Vic Elmes, Michael Blakey och Paul Fenton.
Jeff Christie återförenade gruppen 1990, dock utan originalmedlemmarna. Christie bestod av då Jeff Christie, Kev Moore, Simon Kay och Adrian 'Fos' Foster som nya medlemmar i gruppen tills de upplöstes igen 2009.

## Diskografi (urval)
Studioalbum
- Christie (1970)
- For All Mankind (1971)
- Iron Horse (1972)
- Los Mas Grandes Exitos (1972)
- Navajo (1974) (utgiven i Mexico)

Samlingsalbum
- Christie Again - Greatest Hits and More (2004)
- No Turn Unstoned (2012)

Solo – Jeff Christe (delat album med The Outer Limits)
- Outer Limits / Floored Masters Post Imperfect (2009)

Singlar (topp 50 på UK Singles Charts)
- "Yellow River" / "Down The Mississippi Line" (1970) (#1)
- "San Bernadino" / "Here I Am" (1970) (#5)
- "Iron Horse" / "Every Now and Then" (1972) (#47)